# Писарчук, Пётр Иванович
Писарчук Пётр Иванович (укр. Петро Іванович Писарчук, родился 6 июня 1955 года, Чемеринцы, Львовская область) — украинский предприниматель и политический деятель. Народный депутат Украины 4, 5, 6 созывов.

## Биография
Закончил Львовский политехнический институт (1977), инженер-теплоэнергетик.
С 1977 работал в вагонно-пассажирском депо Львова, секретарь комитета комсомола.
В 1979—1984 — на комсомольской работе.
В 1984—1986 — заместитель начальника, начальник штаба на строительстве Качинская-Ачинского топливно-энергетического комплекса в Красноярском крае.
С 11.1986 — заместитель начальника, 1987—1990 — начальник цеха, Львовский изоляторный завод.
1989—1990 — на партийной работе. 1990—1991 — главный инженер, вице-президент, АО «Галичина».
1992—1993 — директор, МП «Лаваз».
В 1993—2002 — генеральный директор, ООО «АЙПІЄ-Л».
В 1996 году организовал торгово-производственное предприятие, выросшее в крупнейший торговый комплекс Львова — рынок «Южный».
В 2000 пережил покушение на свою жизнь.
На 2008 год владел львовскими газетами «Україна і час» и «Інформатор».

## Деятельность в Верховной Раде
С апреля 2002 по март 2005 — Народный депутат Украины 4-го созыва, избран по избирательному округу № 124, Львовская область. Победил в округе с результатом 46,13 %, 6 соперников. Член фракции СДПУ (о) (05.2002-12.2004), член фракции «Регионы Украины» (12.2004-09.2005), член фракции Партии «Регионы Украины» (с 09.2005), член Комитета по вопросам экономической политики, управления народным хозяйством, собственности и инвестиций (с 06.2002).
Народный депутат Украины 5-го созыва с апреля 2006 по ноябрь 2007 от Партии регионов, № 132 в списке. Член Комитета по вопросам государственного строительства, региональной политики и местного самоуправления (с 07.2006), член фракции Партии регионов (с 05.2006).
Народный депутат Украины 6-го созыва с ноября 2007 от Партии регионов, № 154 в списке. Член Партии регионов, в Верховной Раде Украины — член фракции Партии регионов (с 11.2007), член Комитета по вопросам бюджета (с 12.2007).

## Награды
- Почётная грамота Кабинета министров Украины (12.2003).
- Орден «За заслуги» II степени[3].

## Благотворительность
- Благодаря помощи Петра Писарчука газифицировано более, чем двадцать сел и хуторов области.
- Пётр Писарчук жертвовал средства на восстановление Золочевского замка, а также церковным общинам разных конфессий.

## Семья
Родился в крестьянской семье. Жена Оксана Павловна (1980); сыновья Максим (1995) и Сергей (1999); дочь Юстина-Любовь (2005).